# Син Гёкхо
Син Гёкхо (кор. 신격호, 3 ноября 1921, Ульсан — 19 января 2020) — корейский промышленник, основатель концерна «Лотте» в Корее и Японии.

## Биография
Син Гёкхо родился в 1921 году в Ульсане. Он основал «Лотте» в 1948 году в Японии, который вырос от продажи жевательной резинки детям в послевоенной Японии до одной из основных международных корпораций с зарубежными филиалами в десятках стран и отгрузкой продукции по всему миру.
Теперь «Лотте» является восьмым по величине концерном в Корее. Син Гёкхо был впечатлен романом Иоганна Вольфганга фона Гёте «Страдания юного Вертера» и назвал свою компанию по имени «Шарлотта» в этом романе.
В 2005 году Син Гёкхо занял триста восемьдесят седьмое место из самых богатых в мире людей в списке журнала «Forbes», и перешёл в 136-е место в 2006 году. У него была традиция жить в Корее по нечётным месяцам, а в Японии — по чётным.
Син Гёкхо был женат три раза. Его дети, Син Донбин, Син Ёнчжа, Син Дончжу и Син Юми все вовлечены в деятельность «Лотте». Его младший брат Син Чхунхо является председателем компании «Нонсим».